# 마리아 메르세데스
《마리아 메르세데스》(스페인어: María Mercedes)는 1992년부터 1993년까지 방영된 멕시코의 텔레노벨라이다.